# Eisenbahnunfall von Nawabshah
Beim Eisenbahnunfall von Nawabshah entgleiste der Hazara Express am 6. August 2023 in der Nähe der Stadt Nawabshah in der Provinz Sindh in Pakistan. 34 Menschen starben.

## Ausgangslage
Der Zug war von Karatschi nach Havelian in der Provinz Khyber Pakhtunkhwa unterwegs. Der Zug verkehrt täglich und die Fahrt über eine Strecke von 1594 km dauert etwa 33 Stunden. Der Zug bestand aus einer Lokomotive und elf Wagen. Mehr als 1000 Reisende nutzten ihn.

## Unfallhergang
In der Nähe des Bahnhofs Sarhari, südlich der Stadt Nawabshah, etwa 275 km nördlich des Ausgangsbahnhofs, entgleiste der Zug um 13:18 Uhr, die Lokomotive und 10 der 11 Wagen, ein erheblicher Teil davon stürzte um. Die offizielle Erklärung des pakistanischen Eisenbahn- und Luftfahrtministers, Khawaja Saad Rafique, dazu war: „Bei der Abfahrt des Zuges aus Karatschi blockierten die 12 Räder der Lokomotive. Sie hätte ausgetauscht werden müssen. Außerdem wurde ein Stück Gleis in der Nähe der Unfallstelle beschädigt, was zu dem Unfall führte“. eine Version, die letztendlich die offizielle wurde.
Zuvor waren Gerüchte im Umlauf, dass es sich um einen Anschlag gehandelt habe und auch der Minister hatte ursprünglich erklärt, dass keine Beanstandungen am Gleis vorgelegen hätten.

## Folgen
34 Menschen starben, mehr als 80 wurden darüber hinaus verletzt. Die Angehörigen der Opfer erhalten eine Entschädigung von 1,5 Mio. PKR (etwa 5400 Euro).